# Galianora
Genre
Galianora est un genre d'araignées aranéomorphes de la famille des Salticidae.

## Distribution
Les espèces de ce genre sont endémiques d'Équateur.

## Liste des espèces
Selon World Spider Catalog (version 20.0, 24/01/2019) :
- Galianora bryicola Maddison, 2006
- Galianora sacha Maddison, 2006

Selon The World Spider Catalog 19.5 :
- † Galianora marcoi García-Villafuerte, 2018

## Étymologie
Ce genre est nommé en l'honneur de María Elena Galiano.

## Publication originale
- Maddison, 2006 : New lapsiine jumping spiders from Ecuador (Araneae: Salticidae). Zootaxa, no 1255, p. 17-28.